# Хотени
Хоте́ни (бел. Хаце́ні, пол. Chocienie) — деревня в Сморгонском районе Гродненской области Белоруссии.
Входит в состав Коренёвского сельсовета.
Расположена в центральной части района. Расстояние до районного центра Сморгонь по автодороге — около 8 км, до центра сельсовета деревни Корени — порядка 8 км. Ближайшие населённые пункты — Белковщина, Гаути, Затишье. Площадь занимаемой территории составляет 0,0639 км², протяжённость границ 2340 м.
Согласно переписи население деревни в 1999 году насчитывало 4 жителя.
До 2008 года Хотени входили в состав Белковщинского сельсовета.
Через деревню проходит грунтовая автомобильная дорога местного значения Н7989 Хотени — Гаути.